# Technopole d'Oujda
 (mai 2011).
Si vous disposez d'ouvrages ou d'articles de référence ou si vous connaissez des sites web de qualité traitant du thème abordé ici, merci de compléter l'article en donnant les références utiles à sa vérifiabilité et en les liant à la section « Notes et références ».
La technopole d'Oujda est une technopole situé à côté de l'aéroport Oujda-Angads dans la région de l'Oriental au Maroc, actuellement en construction, la livraison de la première tranche a été effectuée en mai 2011.

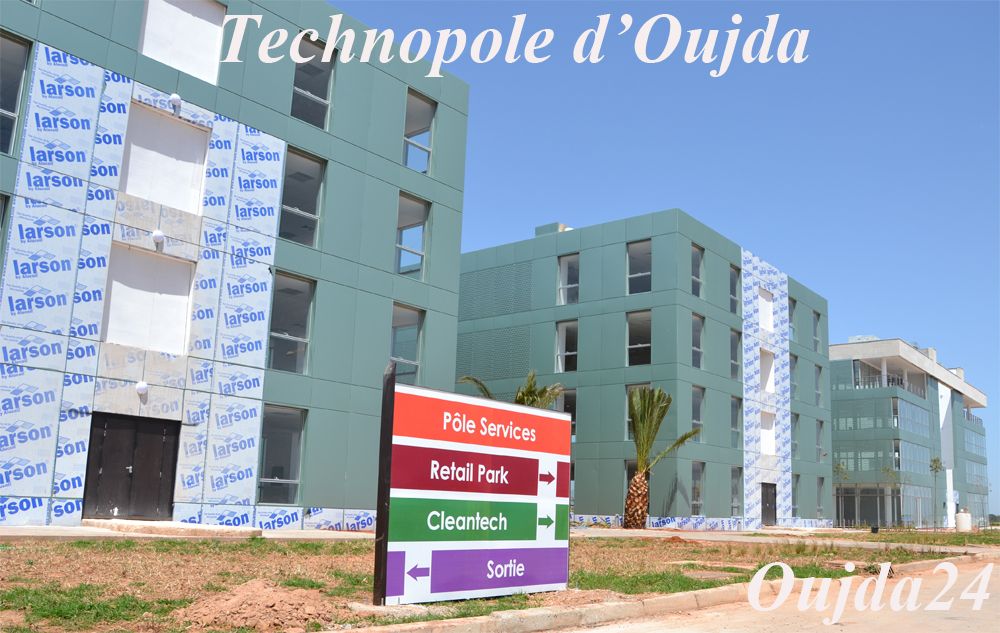
Oujda Shore

## Géographie
La technopole est située sur la commune d'Ahl Angad, au cœur des plaines d'Angad.

## Histoire
Afin de relancer l'économie de la région de l'Oriental, le gouvernement marocain a créé un plan intitulé "Programme de développement et d'industrialisation de la région de l'Oriental" (PDIRO). Pour cela le gouvernement a mis en place une agence qui vise le développement de cette région intitulé « Agence de l'Oriental », cela après le discours du roi, de mai 2003, qui lance le chantier de la reconstruction de la région. Dans ce contexte nait le pole économique MedEst, qui se décline en 4 pôles, la technopole d'Oujda, l'agropole de Berkane, la zone logistique et portuaire Nador West Med, et la parc industriel de Sélouane.
En juin 2008 le roi a présidé la cérémonie de signature du projet, entre les différents acteurs de ce dernier, l'étude du projet a été confiée à trois cabinets.
Le 13 mai 2010, devant le roi et quelques ministres et représentants des autorités locales, le ministre de l'industrie, du commerce et des nouvelles technologies a dévoilé les détails du projet ainsi que l'état d'avancement.
En 2013, l'agence de l'Oriental annonce une liste de 24 projets retenus pour une installation dans le technopole.

## Présentation
La technopole d'Oudja comporte un centre d'offshoring (« Oudja Shore »), une zone dédiée aux PME/PMI, une zone logistique, une zone commerciale « Retail Park », « Cleantech », qui s'adresse aux entreprises du secteur des énergies renouvelables, un campus qui relève de l’Université Mohammed Ier, un institut de formation aux métiers des énergies renouvelables, et un Institut spécialisé dans les activités offshore,.